# Xã Crane Creek, Quận Mason, Illinois
Xã Crane Creek (tiếng Anh: Crane Creek Township) là một xã thuộc quận Mason, tiểu bang Illinois, Hoa Kỳ. Năm 2010, dân số của xã này là 136 người.